# ناتسویلر
ناتسویلر (به فرانسوی: Natzwiller) یک کمون در فرانسه با جمعیت ۶۱۱ نفر است که در Canton of Schirmeck واقع شده‌است.